# 우동 (한국식 중국 요리)
우동은 한국식 중국 면 요리로, 짜장면, 짬뽕과 함께 중국집의 단골메뉴로 꼽힌다.
이름은 일본 국수인 "우동"에서 따왔으나, 중국 산둥식 다루몐이 변형된 요리이다.
처음에는 원래의 중국식 이름으로 불리다가, 일제강점기 때 이해하기 쉽게 "우동"이라 이름 붙여 팔면서 그 이름이 굳어졌다.
시금치, 양파, 달걀, 갑오징어 등을 넣어 만들며,고운 고춧가루를 쳐서 먹기도 한다.
짬뽕하고 비슷하긴 하지만, 국물에 고춧가루를 사용하지 않는 것만 다르다.
또한, 울면하고 사실상 마찬가지로 하얀 짬뽕 또는 백짬뽕이라고 부르기도 하며, 옥수수 녹말과 계란을 넣은 울면하고 묽기와 걸쭉함의 차이점이 있다.

## 같이 보기
- 울면
- 다루몐
- 짬뽕